# Wybory do Parlamentu Europejskiego w Wielkiej Brytanii w 2009 roku
Wybory do Parlamentu Europejskiego w Wielkiej Brytanii odbyły się 4 czerwca 2009 roku. Brytyjczycy wybrali 72 europarlamentarzystów, co odzwierciedlają przepisy traktatu nicejskiego.

## Wyniki

### Wielka Brytania
Na podstawie oficjalnych wyników BBC.
| Partia                                     | Mandaty | Zyskała | Straciła | +/- Z/S* | Głosy      | %    | +/-** |
| ------------------------------------------ | ------- | ------- | -------- | -------- | ---------- | ---- | ----- |
| Conservative Party                         | 25      | 0       | 2        | –2       | 4,198,394  | 27.7 | +1.0% |
| United Kingdom Independence Party          | 13      | 1       | 0        | +1       | 2,498,226  | 16.5 | +0.3% |
| Labour Party                               | 13      | 0       | 6        | –6       | 2,381,760  | 15.7 | –6,9% |
| Liberal Democrats                          | 11      | 0       | 1        | –1       | 2,080,613  | 13.7 | –1,2% |
| Green Party of England and Wales           | 2       | 0       | 0        | 0        | 1,223,303  | 8.6  | +2.4% |
| British National Party                     | 2       | 2       | 0        | +2       | 943,598    | 6.2  | +1.3% |
| Scottish National Party                    | 2       | 0       | 0        | 0        | 321,007    | 2.1  | +0.7% |
| Plaid Cymru                                | 1       | 0       | 0        | 0        | 126,702    | 0.8  | –0,1% |
| English Democrats Party                    | 0       | 0       | 0        | 0        | 279,801    | 1.8  | +1.1% |
| Christian Party/Christian Peoples Alliance | 0       | 0       | 0        | 0        | 249,493    | 1.6  | +1.6% |
| Socialist Labour Party                     | 0       | 0       | 0        | 0        | 173,115    | 1.1  | +1.1% |
| No to the EU – Yes to Democracy            | 0       | 0       | 0        | 0        | 153,236    | 1.0  | +1.0% |
| Scottish Green Party                       | 0       | 0       | 0        | 0        | 80,442     | 0.5  | 0,0%  |
| Jury Team                                  | 0       | 0       | 0        | 0        | 78,569     | 0.5  | +0.5% |
| United Kingdom First Party                 | 0       | 0       | 0        | 0        | 74,007     | 0.5  | +0.5% |
| Pro:Democracy-Libertas.eu                  | 0       | 0       | 0        | 0        | 73,544     | 0.5  | +0.5% |
| Jan Jananayagam (kandydat niezależny)      | 0       | 0       | 0        | 0        | 50,014     | 0.3  | +0.3% |
| Pensioners Party                           | 0       | 0       | 0        | 0        | 37,785     | 0.2  | +0.2% |
| Mebyon Kernow                              | 0       | 0       | 0        | 0        | 14,922     | 0.1  | +0.1% |
| Animals Count                              | 0       | 0       | 0        | 0        | 13,201     | 0.1  | +0.1% |
| Scottish Socialist Party                   | 0       | 0       | 0        | 0        | 10,404     | 0.1  | –0,3% |
| Duncan Robertson (kandydat niezależny)     | 0       | 0       | 0        | 0        | 10,189     | 0.1  | +0.1% |
| Razem                                      | 69      |         |          | –6       | 15,072,325 | 100  |       |

Wszystkie partie z wynikiem powyżej 10,000 głosów

### Irlandia Północna
Na podstawie oficjalnych wyników BBC.
| Partia                                         | Kandydat        | Miejsca | +/- Z/S* | Głosy   | %    |
| ---------------------------------------------- | --------------- | ------- | -------- | ------- | ---- |
| Sinn Féin                                      | Bairbre de Brún | 1       | 0        | 126,184 | 25.8 |
| Democratic Unionist Party                      | Diane Dodds     | 1       | 0        | 88,346  | 18.1 |
| Ulster Conservatives and Unionists – New Force | Jim Nicholson   | 1       | 0        | 82,892  | 17.0 |
| Social Democratic and Labour Party             | Alban Maginness | 0       | 0        | 78,489  | 16.1 |
| Traditional Unionist Voice                     | Jim Allister    | 0       | 0        | 66,197  | 13.5 |
| Alliance Party of Northern Ireland             | Ian Parsley     | 0       | 0        | 26,699  | 5.5  |
| Green Party in Northern Ireland                | Steven Agnew    | 0       | 0        | 15,764  | 3.2  |
| Razem                                          |                 | 3       |          | 488,891 | 42.8 |